# Zandweg

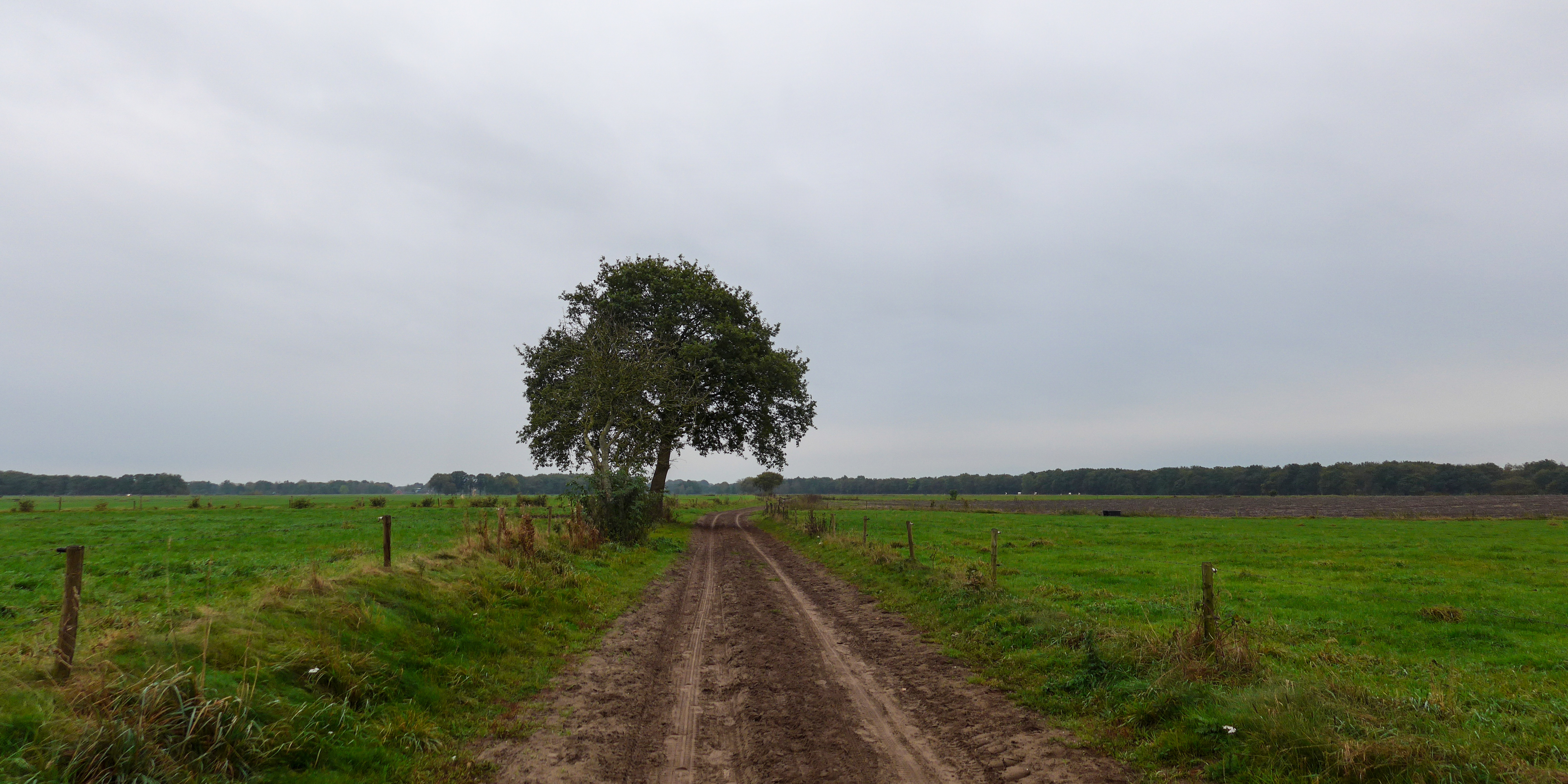
Zandweg tussen de Drentse dorpen Yde en Vries (2014)

Een zandweg is een onverharde weg in het buitengebied en in bossen. Zandwegen komen in Nederland onder andere voor in Drenthe, Twente, de Achterhoek, op de Veluwe en in sommige delen van Noord-Brabant. Op zandwegen ontstaan vaak twee sporen (een karrenspoor) met aan weerszijden en in het midden natuurlijke begroeiing.
Op zandwegen is het voor ruiters vaak mogelijk hun paarden te laten galopperen. Voor fietsers zijn ze vanwege de zachte ondergrond minder geschikt, daarom zijn naast veel zandwegen fietspaden aangelegd. Sommige lopen door natuurgebieden en worden als wandelpad gebruikt, maar meestal dienen de weggetjes vooral ter ontsluiting van landbouwgebied.
De huidige zandwegen worden veelal bewaard vanwege hun landschappelijke waarde.